# 英雄回家
《英雄回家》一部讲述马来西亚前线人员的故事，主要讲述前线人员为了工作，而牺牲了与家人共度的时光。导演何晋亿本身经历，当马来西亚被疫情冲击时，以马来西亚民防部队志愿长官的身份在MCO1时出来执勤，有感而创作的一部作品。

## 演员
陈沛兴 饰演 Corporal Ong，
黄若熙 饰演 晶晶，
林静苗 饰演 苗姐，
黎艳琼 饰演 Ivy姐，
何炫辉 饰演 阿文，
陈郡君 饰演 小君，
陈鸿   饰演 晶爸，
魏幽兰 饰演 兰婆婆，

## 奖项
1 第三届亚洲国际青年电影节，中国《金兰奖》荣获 “最佳外语片” 及 ”海外最佳导演“
2 Santa Dev 国际电影节 最佳亚洲电影， 最佳导演何晋亿， 最佳女主角黄若熙，最佳男配角何炫辉